# Nicolas Mahut
Nicolas Mahut (født 21. januar 1982) er en fransk tennisspiller, der har været i ATP-seriens top fyrre. Mahut, der er en god server og doublespiller, vil få plads i tennisrekordbøgerne efter at have tabt verdens i særklasse længste tennismatch, der fandt sted i første runde i Wimbledon 2010, hvor den gennemsnitshøje Mahut måtte se sig besejret af den 17 cm højere John Isner med cifrene 4-6, 6-3, 7-6, 6-7, 68-70. Kampen varede sammenlagt 11 timer og 5 minutter og blev to gange stoppet på grund af mørke, hvorfor den forløb over tre dage.